# Break Free
«Break Free» (с англ.— «Вырваться») — песня Арианы Гранде (при участии Zedd) с её второго студийного альбома My Everything (2014).
Сначала, в июле 2014 года, песня вышла отдельным синглом. С будущего альбома My Everything, что увидит свет в августе, это был второй сингл, следующий за «Problem».

## История создания
Песня «Break Free» была написана Саваном Котечей, Zedd и Максом Мартином и спродюсирована Zedd и Мартином. (Zedd — русско-германский диджей и музыкальный продюсер, более известный своими собственными хитами  «Clarity» и «Stay The Night».)
В мае 2014 года в интервью, в котором Zedd говорил о песне «Break Free», он рассказал, как захотел работать с Гранде, впервые услышав её голос на демоконцерте артистов лейбла Universal. Он  рассказывал: «Я был за кулисами и услышал, как кто-то поёт. И я не знал, кто это был, и я просто сказал „Я хочу сделать песню с тем, кто сейчас поёт.“ Я не знал кто это был, и это оказалась она. И вот как всё счастливо обернулось, теперь есть песня!»
Гранде впервые заговорила о том, что работает с Zedd над новой  песней, в конце апреля в интервью журналу «Билборд». Она описала песню как «фантастическую и суперэкспериментальную для меня» и добавила: «Я никогда не предполагала, что сделаю песню в стиле EDM, но это был бесценный опыт, и теперь я хочу записывать только данс.» Позже она заговорила о песне, когда приехала выступить на сборный концерт под названием Wango Tango, и поделилась, что хочет, чтобы она стала её следующим синглом.

## Текст песни
Сайт Songfacts пишет:
В песне есть неуклюжая строчка: «Now that I become who I really are», написанная так, чтобы  была рифма с предыдущей строчкой «Never by the hands of a broken heart». В разговоре с журналом «Тайм» Гранде, казалось, стеснялась того, что подогнула под себя правила английского языка, сказав, что неграмотная строчка была Макса Мартина, а не её. «Я всё время с ним спорила по этому поводу», — сказала она журналу. „Я не собираюсь петь грамматически неправильную фразу, помоги мне Господь!“ А Макс, типа: „Это весело, просто сделай это!“ Я знаю, что это смешно и глупо, но грамматически неправильные вещи иногда заставляют меня взрогнуть.

Гранде в итоге уступила шведскому хитмейкеру. «Я типа, решила, какая разница, давайте чуть повеселимся и сделаем это», — сказала она. — «Мне нужно это отбросить и быть немного менее оцепенелой и старой. Мне как будто 90. Мне нужно не быть такой старой.»
Сайт также рассказывает:
В этой песне Гранде несколько смазывает/глотает слова. Она говорит, что, когда её бабушка услышала песню, она сказала Ариане: «Я ни черта не понимаю, что ты говоришь, но это ничего, потому что ты звучишь так красиво.» (англ. I don’t know what the hell you’re saying, but that’s OK, because you sound so beautiful.) (выдержка из интервью [журналу] Rolling Stone)

## Музыкальное видео
Музыкальное видео было снято Крисом Маррсом Пилиеро с 10 по 12 июня 2014 года. В видео представлена тема космоса и галактик, Гранде заявила, что эта идея была навеяна научно-фантастическим фильмом « Барбарелла » 1968 года , сериалом « Звездные войны » и космосом в целом.
Премьера клипа на YouTube состоялась 12 августа 2014 года. 5 октября видео превысило 100 миллионов просмотров, став третьим музыкальным клипом Гранде, сертифицированным Vevo, после « The Way » и « Problem ». Клип дебютировал по телевидению три дня спустя на канале Disney.

## Участники записи

### Запись и управление
- Записано в Студиях звукозаписи Conway ( Лос-Анджелес , Калифорния ) и Zedd1 Studio ( Санта-Моника, Калифорния )
- Мастеринг в Стерлинг Саунд ( Нью-Йорк , Нью-Йорк )
- Zedd Music Empire ( ASCAP ), все права принадлежат Kobalt Songs Music Publishing, MXM (администрируется Kobalt) (ASCAP), MXM (администрируется Kobalt (ASCAP)

### персонал
- Ариана Гранде  - вокал, бэк-вокал
- Zedd - написание песен, производство, программирование, инструменты, сведение
- Макс Мартин  - написание песен, производство для MXM Productions
- Саван Котеча  - написание песен
- Райан Шанахан - звукорежиссёр
- Джесси Тауб - звукорежиссёр
- Сэм Холланд - звукорежиссёр
- Кори Бис - звукорежиссёр
- Том Койн - мастеринг
- Ая Меррилл - мастеринг

## Чарты
| Chart (2014–2017)                          | Peak position |
| ------------------------------------------ | ------------- |
| Австралия (ARIA)                           | 3             |
| Australia Dance (ARIA)                     | 1             |
| Австрия (Ö3 Austria Top 40)                | 5             |
| Бельгия/Фландрия (Ultratop 50)             | 17            |
| Бельгия/Фландрия (Ultratop Dance)          | 13            |
| Бельгия/Валлония (Ultratop 50)             | 17            |
| Бельгия/Валлония (Ultratop Dance)          | 2             |
| Brazil (Billboard Brasil Hot 100)          | 81            |
| Канада (Billboard Canadian Hot 100)        | 5             |
| СНГ (TopHit)                               | 203           |
| Канада (Billboard AC)                      | 29            |
| Канада (Billboard CHR/Top 40)              | 3             |
| Канада (Billboard Hot AC)                  | 10            |
| Чехия (Rádio — Top 100)                    | 30            |
| Чехия (Singles Digitál Top 100)            | 3             |
| Дания (Tracklisten)                        | 19            |
| Европа (Billboard Euro Digital Song Sales) | 12            |
| Финляндия (Suomen virallinen lista)        | 4             |
| Франция (SNEP)                             | 27            |
| Германия (GfK)                             | 12            |
| Ирландия (IRMA)                            | 9             |
| Italy (FIMI)                               | 16            |
| Japan (Japan Hot 100)                      | 19            |
| Mexico Airplay (Billboard)                 | 17            |
| Нидерланды (Dutch Top 40)                  | 3             |
| Нидерланды (Single Top 100)                | 6             |
| Новая Зеландия (Recorded Music NZ)         | 5             |
| Норвегия (VG-lista)                        | 4             |
| Польша (Polish Airplay Top 100)            | 9             |
| Польша (Dance Top 50)                      | 19            |
| Шотландия (OCC Scotland)                   | 12            |
| Словакия (Rádio — Top 100)                 | 21            |
| Словакия (Singles Digitál Top 100)         | 3             |
| Slovenia (SloTop50)                        | 49            |
| South Korea International Chart (GAON)     | 12            |
| Испания (PROMUSICAE)                       | 9             |
| Швеция (Sverigetopplistan)                 | 6             |
| Швейцария (Schweizer Hitparade)            | 15            |
| Великобритания (OCC UK Singles)            | 16            |
| США (Billboard Hot 100)                    | 4             |
| США (Billboard Adult Contemporary)         | 26            |
| США (Billboard Adult Pop Airplay)          | 23            |
| США (Billboard Dance Club Songs)           | 3             |
| США (Billboard Hot Dance/Electronic Songs) | 1             |
| США (Billboard Latin Pop Airplay)          | 39            |
| США (Billboard Pop Airplay)                | 4             |
| США (Billboard Rhythmic)                   | 15            |
| Venezuela (Record Report)                  | 78            |

| Chart (2014)                              | Position |
| ----------------------------------------- | -------- |
| Australia (ARIA)                          | 39       |
| Austria (Ö3 Austria Top 40)               | 71       |
| Belgium (Ultratop 50 Flanders)            | 96       |
| Belgium Dance (Ultratop Flanders)         | 55       |
| Belgium Dance (Ultratop Wallonia)         | 30       |
| Canada (Canadian Hot 100)                 | 33       |
| France (SNEP)                             | 139      |
| Germany (Official German Charts)          | 84       |
| Italy (FIMI)                              | 61       |
| Japan (Japan Hot 100)                     | 72       |
| Netherlands (Dutch Top 40)                | 19       |
| Netherlands (Single Top 100)              | 21       |
| Sweden (Sverigetopplistan)                | 32       |
| UK Singles (OCC)                          | 86       |
| US Billboard Hot 100                      | 37       |
| US Hot Dance/Electronic Songs (Billboard) | 6        |
| US Mainstream Top 40 (Billboard)          | 26       |

| Chart (2015)                              | Position |
| ----------------------------------------- | -------- |
| Japan (Japan Hot 100)                     | 61       |
| US Hot Dance/Electronic Songs (Billboard) | 13       |

| Chart (2016)          | Position |
| --------------------- | -------- |
| Japan (Japan Hot 100) | 61       |

| Chart (2017)                            | Position |
| --------------------------------------- | -------- |
| Japan Streaming Songs (Billboard Japan) | 34       |

| Chart (2019)   | Position |
| -------------- | -------- |
| Portugal (AFP) | 2677     |

| Chart (2013–2019)                         | Position |
| ----------------------------------------- | -------- |
| US Hot Dance/Electronic Songs (Billboard) | 20       |

## Сертификации
| Регион | Сертификация  | Продажи    |
| --- | ------------- | ---------- |
| Австралия (ARIA) | 4× Платиновый | 280 000    |
| Канада (Music Canada) | 4× Платиновый | 320 000    |
| Германия (BVMI) | Золотой       | 200 000    |
| Италия (FIMI) | 2× Платиновый | 100 000    |
| Япония (RIAJ) | Платиновый    | 250 000*   |
| Нидерланды (NVPI) | 2× Платиновый | 60 000^    |
| Новая Зеландия (RMNZ) | Золотой       | 7500*      |
| Норвегия (IFPI Norway) | 4× Платиновый | 240 000    |
| Испания (PROMUSICAE) | Платиновый    | 40 000     |
| Швеция (GLF) | 4× Платиновый | 160 000    |
| Великобритания (BPI) | Платиновый    | 600 000    |
| США (RIAA) | 3× Платиновый | 1,900,000  |
| Streaming |               |            |
| Дания (IFPI Danmark) | Платиновый    | 2 600 000  |
| Япония (RIAJ) | Золотой       | 50 000 000 |
| Испания (PROMUSICAE) | Платиновый    | 8 000 000  |
| * Данные о продажах приведены только на основе сертификации. · ^ Данные о тиражах приведены только на основе сертификации. · Данные о продажах + прослушиваниях приведены только на основе сертификации. · Данные только о прослушиваниях приведены на основе сертификации. |               |            |